# Birth of the New World
La Birth of the New World (Nascita del Nuovo Mondo), chiamata anche La Estatua de Colòn (La Statua di Colombo), è una statua inaugurata nel 2016 ad Arecibo (Porto Rico) e con 110 m di altezza è una delle più alte statue del mondo. 

## Storia
La costruzione sarebbe dovuta terminare nel 1992 per commemorare i 500 anni dalla scoperta dell'America ed erano state proposte diverse città, tra le quali New York, Boston e Miami. È stato scelto Porto Rico perché luogo dello sbarco di Cristoforo Colombo. Fa parte di un ambizioso progetto comprendente anche alberghi e ristoranti, il cui completamento è previsto per il 2020.